# Куль-Ата (городище)
Куль-Ата  — условное название древнего туркестанского городища, исконное имя коего неизвестно. Расположено в 5 км к востоку от города Алмалык, Ташкентской области Узбекистана. Замок и городское поселение предположительно были основаны народом иранского корня.

## Святилище Куль-Ата или Кырккызбулак
Название городища дано по близлежащему святилищу Куль-Ата – объекту поклонения местных жителей. Святилище представляет собой достаточно благоустроенный комплекс на восточном берегу небольшого озера, включающий в себя:
- искусственный холм,
- священную рощу,
- несколько павильонов,
- отдельно стоящие айваны и очагами для приготовления жертвенной пищи.

Основным объектом культа являются выходы многочисленных родников и скалы в дальнем западном конце участка, где возжигаются палочки-пимеки и совершаются моления. Название "Куль-Ата" связано с вышеупомянутым озером и впервые официально зафиксировано лишь в XIX веке. Предполагается, что озеро возникло в результате позднейшего затопления средневековых рудников... Начиная с 1980-х годов святилище зачастую именуется "Кырккызбулак".

## Археологический памятник «городище Куль-Ата».
К западу от святилища расположен археологический памятник, условно именуемый – "городище Куль-Ата". Каковое представляет собой руины одного из крупнейших ремесленных центров долины Ахангарана (Ангрена), ориентированного на переработку добычи горных выработок. Городище трехчастно:
- Ядром раннесредневекового города является подпрямоугольная в плане цитадель замкового типа (высота стен - 10 м, площадь - 0,5 га). В северной части цитадели находился хорошо укрепленный донжон (как бы замок внутри замка), имевший в плане близкую к треугольной форму. «Замок Куль-Ата»[2] считается одним из древнейших замков, построенных на территории Узбекистана.
- Шахристан слабо выражен.
- Рабад тоже слабо выражен.

Северная и западная часть шахристана и рабада к 1929 году были заняты пашнями и домами местных жителей. Уже тогда общая площадь городища определялась в 30 га. Однако позже академиком Ю. Ф. Буряковым был выявлен участок городской территории, обнесенный дополнительной стеной, протянувшийся вдоль предместья в западном направлении почти на 600 м, а на востоке сливавшийся с естественной грядой основания цитадели. Таким образом, общую площадь города удалось определить в 50 га. Ряд исследователей отождествляет его с Туккетом – вторым металлургическим центром средневекового Илака. В географических арабоязычных сочинениях X века он отмечается как "городок с большим достоянием".
Археологическое изучение города показало, что первое поселение здесь возникло еще в эпоху Каунчи-I (III-IV вв. н.э.) и располагалось вдоль протока, питавшегося родниковыми водами. Позже, со второй половины I тысячелетия, началось значительное расширение его территории на юго-запад. Для обеспечения городка водой на базе родниковых вод создается искусственное озеро. К этому же времени относится и начало функционирования металлургических мастерских, примыкавших к цитадели с северо-востока. Позже многочисленные следы металлургического производства указывают на его возрастающую ремесленную направленность. Сохранились развалины плавильных заводов и отвалы шлаков (в осыпи цитадели). Трансформации поселения в укреплённый город способствовали целый ряд факторов. Это и его близость к району горных выработок, видимо, и наличие лесов, а значит развитие на их базе металлургического производства, и удобное расположение (с хорошим водным источником) на пути вглубь рудных районов. В эпоху раннего средневековья выделяются цитадель и шахристан. Причем, цитадель обносится крепостной стеной, толщиной в 6 м. В IX-XI вв. город достигает своих максимальных размеров. Однако густота освоения (т. е. плотность застройки) неодинакова, отмечается и перемещение на новые участки ремесленно-металлургических мастерских.
Археологические материалы однозначно указывают, что Туккет являлся одним из самых значительных пунктов Имлака по обработке полиметаллических руд и частично железа. Анализ шлаков показывает, что сырье поступало не из одного определенного месторождения, а из разных пунктов. Предполагается, что сырьё могло поступать из Алтын-Топкана, Канджило-Табошарских рудников и из ближайших выработок Кургашинкана.
После политических катаклизмов начала XIII века, борьбы хорезмшаха с найманами и последовавшего вскоре монгольского завоевания, руководимого Чингисханом, город город пришёл в упадок. Большая часть выявленной городской территории носит следы запустения. Только центральная часть продолжает обживаться вплоть до XV-XVI веков.
Впервые в русскоязычной литературе городище Куль-Ата упоминается в 1928 году, когда участники Геологического съезда осматривали его шлаковые поля; затем - в 1934 году - его обследовал археолог М. Е. Массон, которым был снят план городища и его округи и выявлены множественные следы металлургического производства. Однако, первые археологические раскопки были проведены Ю. Ф. Буряковым лишь в 60-70-х XX столетия.